# Il gruppo (film 1966)
Il gruppo (The Group) è un film del 1966 diretto da Sidney Lumet. Tratto dal romanzo Il gruppo di Mary McCarthy del 1962.

## Trama
Siamo negli anni Trenta. Durante gli studi universitari otto ragazze costituiscono un affiatato e invidiatissimo gruppo. Dopo il conseguimento della laurea, pur seguendo strade diverse, continuano a mantenere vivi i contatti. Non tutto va secondo i loro programmi, collezionando delusioni e sconfitte personali. La morte prematura di una di loro, che si è suicidata, le riavvicina.